# Laura Díez Bueso
Laura Díez Bueso (Barcelona, 1969) es una jurista y catedrática de universidad española, magistrada del Tribunal Constitucional desde 2023.

## Biografía
Nacida en Barcelona en 1969, es profesora universitaria desde 1992, principalmente en la Universidad de Barcelona, pero también ha ejercido en otras universidades españolas así como en el extranjero. Se doctoró en Derecho por la Universidad de Barcelona en 1997, con una tesis doctoral enfocada en las instituciones de defensa de derechos y control de la administración, elaborada en parte durante su estancia académica en la Universidad de Estocolmo.
Catedrática de Derecho Constitucional la Universidad de Barcelona desde 2020, ha tenido relevantes puestos directivos dentro de esta, tales como delegada del Rector para la Ordenación Normativa (2011-2013), directora del Máster en Estudios Jurídicos Avanzados (2014-2015), directora del Diploma de Posgrado en Derecho Público (2015-2017) y directora del Departamento de Ciencia Política, Derecho Constitucional y Filosofía del Derecho (2016-2018).
En el ámbito internacional, ha formado parte del Crisis Bureau's Deployment Mechanism-United Nations Development Programme, o simplemente, Deployment Mechanism, de las Naciones Unidas desde 2016, como experta en derechos humanos, así como de los departamentos de Democratización y de Seguridad de la Organización para la Seguridad y la Cooperación en Europa (OSCE).
Paralelamente, ha desempeñado distintos puestos dentro de las administraciones públicas españolas, principalmente en la Generalidad de Cataluña y la Administración General del Estado. En la primera de ellas, fue asesora del Gobierno de la Generalidad para la reforma del Estatuto de Cataluña entre los años 2002 y 2004 y, posteriormente, fue nombrada por el Parlamento de Cataluña como adjunta al Defensor del Pueblo de Cataluña, cargo que desempeñó hasta 2010. Años después, en 2022, el mismo parlamento la designó consejera del Consejo de Garantías Estatutarias de Cataluña, siendo también vicepresidenta del organismo entre 2022 y 2023. Por lo que respecta a la Administración del Estado, durante el Gobierno del socialista Pedro Sánchez fue directora del Gabinete del Secretario de Estado de Relaciones con las Cortes, José Antonio Montilla Martos, entre 2018 y 2020. Siguiendo en el Ministerio de la Presidencia, en 2020 pasó a encabezar la Dirección General de Asuntos Constitucionales y Coordinación Jurídica, ocupando el cargo hasta abril de 2022.

### Magistrada del Tribunal Constitucional
En noviembre de 2022, el Gobierno propuso a Díez como uno de sus dos candidatos a magistrado del Tribunal Constitucional, junto con el magistrado y exministro Juan Carlos Campo. Su nombramiento recibió la conformidad unánime del Pleno del Alto Tribunal. Tras ser nombrada por el rey, tomó posesión del cargo el 9 de enero de 2023.
En una de sus primeras sentencias como ponente, rechazó el recurso presentado por el Partido Socialista Obrero Español (PSOE) contra la negativa de la Administración Electoral y la Justicia ordinaria a revisar los votos nulos de las elecciones generales de 2023 en la Comunidad de Madrid.